# Niańków
Niańków (biał. Нянькава, ros. Няньково, hist. również Niańkowo) – wieś na Białorusi, w rejonie nowogródzkim obwodu grodzieńskiego, około 18 km na północny wschód od Nowogródka.

## Historia
Niańków, podobnie jak sąsiednie Koszelewo, od co najmniej XVII wieku był dziedzictwem rodziny Dunin-Rajeckich herbu Łabędź. Najdawniejszymi właścicielami majątku byli Bogusław i Katarzyna z Obuchowiczów. Ich synami i dziedzicami majątku byli Stanisław, Kazimierz, Dionizy i Wiktor. Ostatnim męskim właścicielem Niańkowa z tego rodu był w XIX wieku Franciszek Dunin-Rajecki, marszałek nowogródzki. Miał on co najmniej czworo dzieci: syna, Ottona, który zmarł w wieku osiemnastu lat, i trzy córki: Aleksandrę Wilhelminę (1819–1881), która odziedziczyła majątek, ale zmarła bezdzietnie, Ludwikę i Józefinę Marię (1814–1877), żonę Kazimierza Umiastowskiego (1804–1863). Po śmierci Aleksandry majątek odziedziczył Władysław Umiastowski (1834–1905), syn Kazimierza i Józefiny. Po śmierci Władysława bezdzietna wdowa po nim Janina (1860–1941) z hrabiów Ostroróg-Sadowskich przekazała cały odziedziczony majątek (kilkanaście tysięcy hektarów) na cele społeczne: założyła „Żemłosławską Fundację Naukową” przy Uniwersytecie Wileńskim oraz w testamencie ustanowiła „Fondazione Romana Marchesa J.S. Umiastowska” – działającą po dziś w Rzymie fundację fundującą stypendia na staże zagraniczne polskich naukowców. Po 1920 roku majątek został przejęty przez Państwo Polskie w celu przymusowej parcelacji pośród miejscowej ludności w wyniku reformy rolnej przeprowadzonej w Polsce w roku 1920 i 1925.
Po III rozbiorze Polski w 1795 roku Niańków, wcześniej należący do województwa nowogródzkiego Rzeczypospolitej, znalazł się na terenie powiatu nowogródzkiego (ujezdu) guberni mińskiej Imperium Rosyjskiego. Po ustabilizowaniu się granicy polsko-radzieckiej w 1921 roku Niańków wrócił do Polski, wszedł w skład gminy Lubcz w powiecie nowogródzkim województwa nowogródzkiego, od 1945 roku – w ZSRR, od 1991 roku – na terenie Republiki Białorusi.
We wsi stała wybudowana w 1750 roku cerkiew fundacji Wojniłłowiczów, początkowo unicka, później prawosławna, zburzona w latach 60. XX wieku.
W 2009 roku w Niańkowie mieszkało 56 osób.

## Dawny dwór
Do okresu międzywojennego w Niańkowie stał stary, parterowy, drewniany dwór z pierwszej ćwierci XIX wieku, wybudowany przez marszałka Franciszka Rajeckiego. Dwór stał na wysokiej podmurówce, w jego centrum był portyk, którego trójkątny przyczółek z półokrągłą arkadą był wsparty na czterech filarach. Dwa ganki umożliwiały wejście do domu od strony jego szczytów.
O majątku mówiono, że był „jednym wielkim ogrodem, tak urodzajną pszeniczną ziemią był obdarzony”. W jego skład wchodziły: dwór, młyn wodny przy wiosce Niańków, młyn wodny przy wiosce Rakiewicze, szachownice pól w wioskach Niańków i Rakiewicze, las Plissa z zaściankiem. Przy dworze był park, liczne budynki gospodarcze, tory kolejki wąskotorowej prowadzącej do Nowogródka (około 21 km).
W majątku od około 1880 roku mieszkał Władysław Dybowski, polski biolog, brat Benedykta Dybowskiego. Pamięci Władysława Dybowskiego poświęcony jest kamień leżący na zachód od wsi, przy drodze Nowogródek–Lubcz. Grób Władysława Dybowskiego znajduje się na pobliskim cmentarzyku (obecnie pozostałości) przy byłym folwarku Wojnowo, przy drodze Lubcz–Delatycze (zaraz po wyjeździe z Lubczy po lewej stronie).
Nie pozostały żadne ślady żadnych zabudowań folwarku ani cerkwi.
Majątek w Niańkowie jest opisany w 2. tomie Dziejów rezydencji na dawnych kresach Rzeczypospolitej Romana Aftanazego.